# Савичев, Никита Фёдорович
Ники́та Фёдорович Са́вичев (1820—1885) — казачий писатель
 и журналист, самодеятельный художник, очеркист, казак Уральского казачьего войска.

## Биография
Сын уральского казака (его дед — есаул, участник Отечественной войны 1812 года. Родился и всю жизнь прожил в Уральске, служил в Уральском казачьем войске, войсковой старшина.
В 1831 г. поступил  на обучение в Уральское войсковое училище и в 1839 г. его закончил, был произведен в урядники и назначен письмоводителем в Уральское войсковое правление.
В 1840 г. принял участие в экспедиции для рекогносцировки и топографического описания Аральского моря в районе залива Кара-Тамак под руководством генерал-майора А.А. Жемчужникова. В дальнейшем служил в строевых частях Уральского казачьего войска.
В 1848 г. завербовался в экстренный Уральский казачий № 6 полк, который сначала создавался для подавления французской революции, но позже был направлен   участвовать в венгерской войне. В полку он познакомился и подружился с будущим писателем, историком и этнографом Иоасафом Железновым. Они намеревались "прогуляться на казённый счет за границу и посмотреть, как там люди живут. В Уральске нам обоим жить надоело: было скучно и душно", — писал Савичев. Однако, в силу разных причин полк целый год находился в Уральске, а за тем более двух лет простоял в бездействии в Киевской и Волынской губерниях. Никита Фёдорович служил при штабе полковым писарем.
В Малороссии Савичев впервые услышал о Т.Г. Шевченко и даже по воле случая побывал в селе Кирилловка, где прошло его детство.  

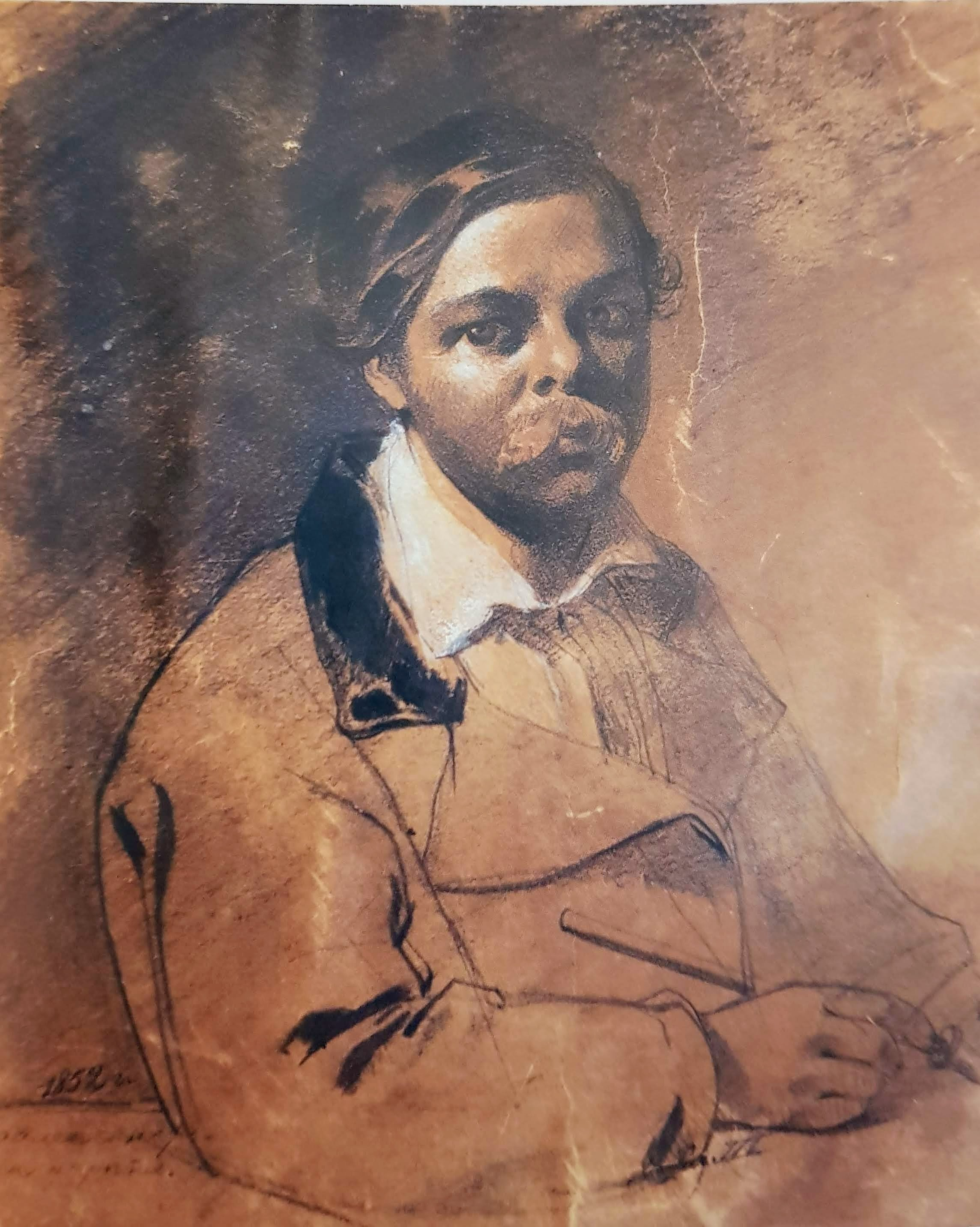
Портрет Н.Ф. Савичева работы Т.Г. Шевченко 1852 г

В октябре 1851 г. Савичев с полком возвратился в Уральск и более года находился без должности "на подножном корме".
В феврале 1852 он был произведен в хорунжие.
Весной 1852 г. посетил ссыльного Тараса Шевченко в Новопетровском укреплении на Мангышлаке, свои впечатления описал в очерке «Кратковременное знакомство с Тарасом Григорьевичем Шевченко» («Казачий вестник», 1884). На память о себе Шевченко сепией нарисовал портрет Савичева и подарил его Никите Фёдоровичу.
Весной 1853 г. Н. Савичев и И. Железнов завербовались в  полуполк уральских казаков сводного казачьего полка отдельного Оренбургского корпуса, который нёс службу в Москве  и находился в подчинении московской полиции. По этой причине служба считалась самой неблагодарной и грязной, но и тот и другой предпочли её жизни в Уральске. В Москве Никита Фёдорович прослужил до 1862 г.
С 1870 года Никита Фёдорович служил архивариусом войскового правления, и для него эти годы стали самыми плодотворными.
Умер после тяжёлой и продолжительной болезни на 65 году жизни. Поэт Василий Чалусов  посвятил умершему такие строки:

Твои стихи и сочиненья —
Казачьей славы материал;
Имея силу вдохновенья
Стране родной ты их создал.
("Ко гробу поэта")

Похоронен в Уральске на Старом (Пророко-Ильинском) кладбище. Могила писателя не сохранилась, поскольку в середине XX века кладбище было застроено.

## Творчество
Первый очерк Савичева был напечатан в газете "Уральские войсковые ведомости" в 1867 г. В последующие годы он опубликовал более ста статей в различных изданиях, в том числе в "Казачьем вестнике", "Иллюстрированной газете", Туркестанских ведомостях".
На основе собранного им богатого этнографического материала о жизни уральского казачества Савичев в своих произведениях знакомит читателя с историей, различными сторонами быта и фольклором казаков.
В литературном наследии писателя центральное место занимают историко- этнографические очерки, которые сам автор называет "картины", "заметки", "путевые впечатления". Литературный талант Савичева позволил ему донести до читателя историю уральского казачества через описание различных исторических эпизодов, обычаев, увеселений, обрядов и т.п.
Не менее значимыми по важности являются биографические очерки писателя, в которых он повествует о ярких исторических личностях, с которыми ему довелось встречаться: Иоасафе Железнове, Тарасе Шевченко, Курмангазы Сагырбайулы, писатель также исследовал причины восстания Исатая Тайманова и Махамбета Утемисова.
Живо интересовался и культурой и бытовым укладом жизни казахов Приуралья и Прикаспия,
В фольклорных собраниях Савичева преобладают исторические предания. Наиболее полная их публикация: «Нечто из времени катастроф» (1884) о Е. И. Пугачёве, восстании Уральских казаков 1803 года («Как солдат пригнали», «Солдатская старица», «Вальковый остров»). Внимание Савичева в этих произведениях сосредоточено на бытовых и морально-этических проблемах. Незадолго до своей смерти Савичев передал значительное число собранных песен  Н. Г. Мякушину для «Сборника уральских казачьих песен» (СПб., 1890). В нем же были опубликованы и народные песни на стихи Савичева («На краю Руси обширной», «Хвала вам, уральцы, герои Икана!», «Урал»), широко вошедшие в казачий фольклор.
Менее популярны поэмы Савичева — «Яицкие казаки и киргизы прошлого века» (1881) и «Эпизоды из жизни уральских казаков» (1885), в которых он обратился к истории освоения края, к взаимоотношениям казаков и казахов, их былой вражде. Поэмы проникнуты редким в то время интернациональным пафосом: «Национальная вражда / Всё больше гаснет год от года, / И два соседние народа / Должны сдружиться навсегда» (1881).

## Рисунки Н.Ф. Савичева
В 1867 г. для  этнографической выставки в Москве подготовил альбом из 12 рисунков со сценами из жизни уральских казаков. В настоящее время альбом хранится в фондах Государственного Русского музея.

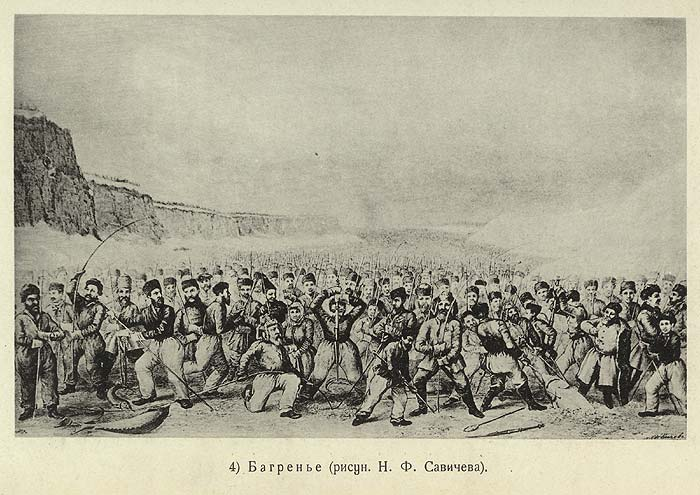
Багренье
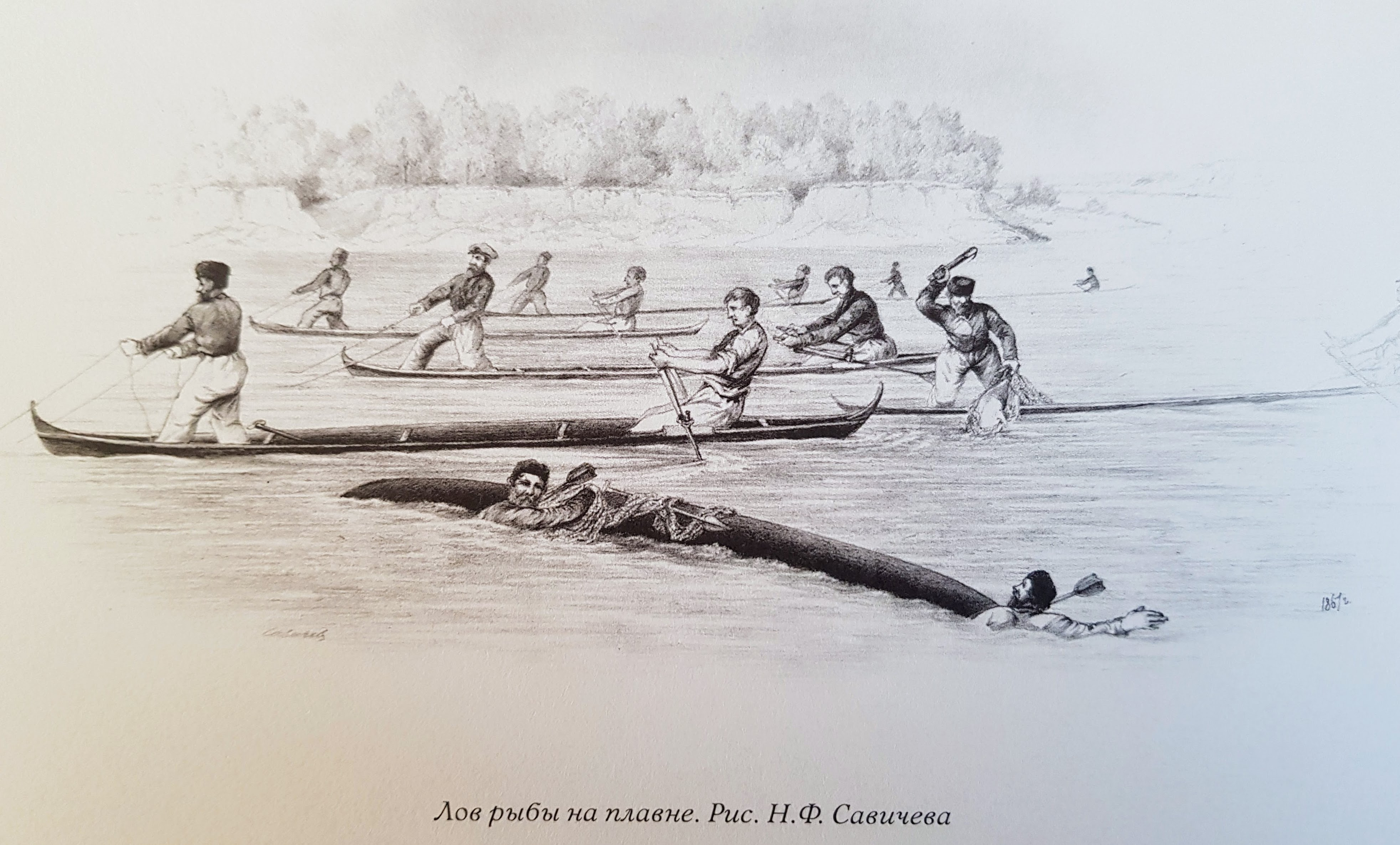
Лов рыбы на плавне
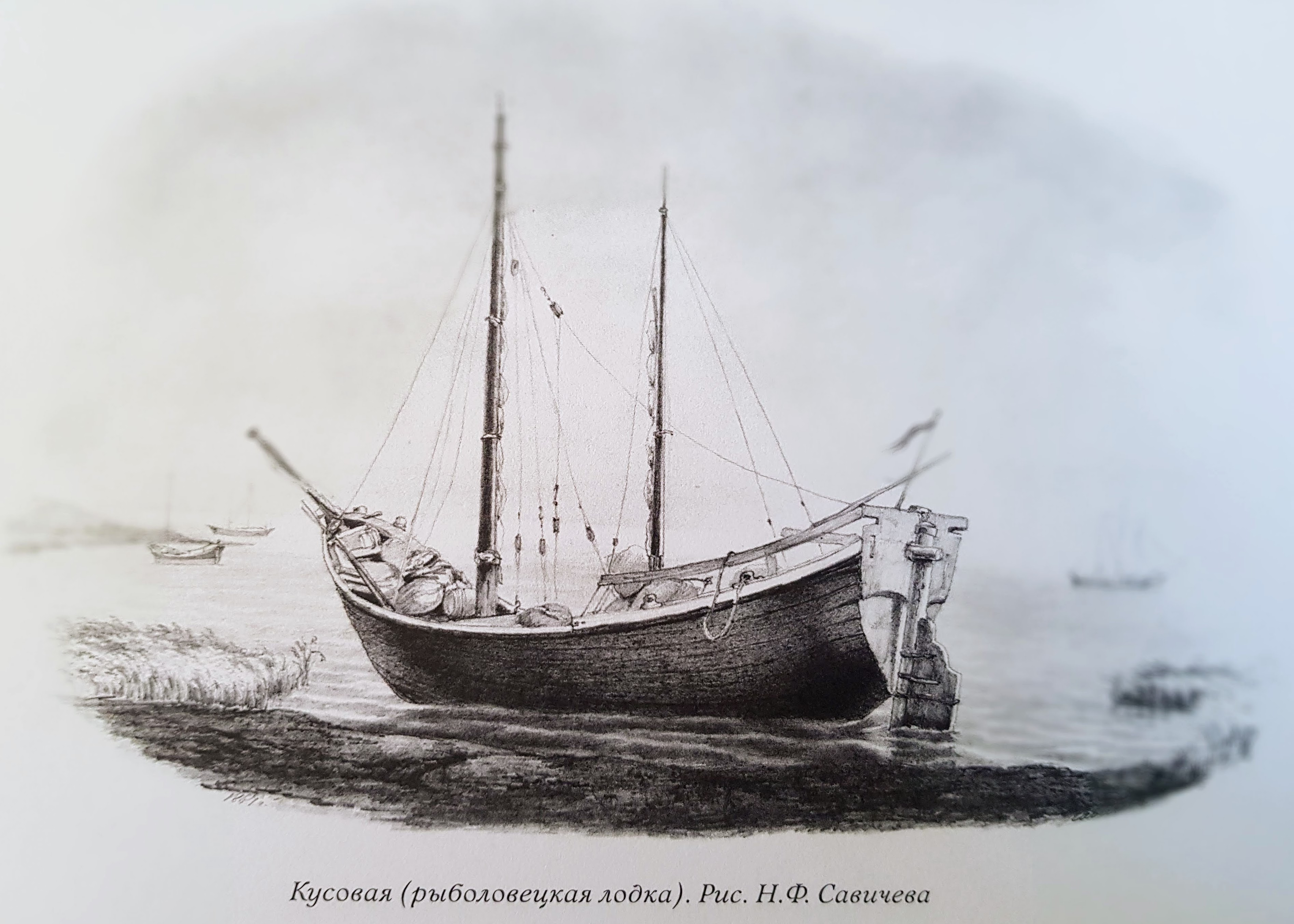
Кусовая (рыболовецкая лодка)
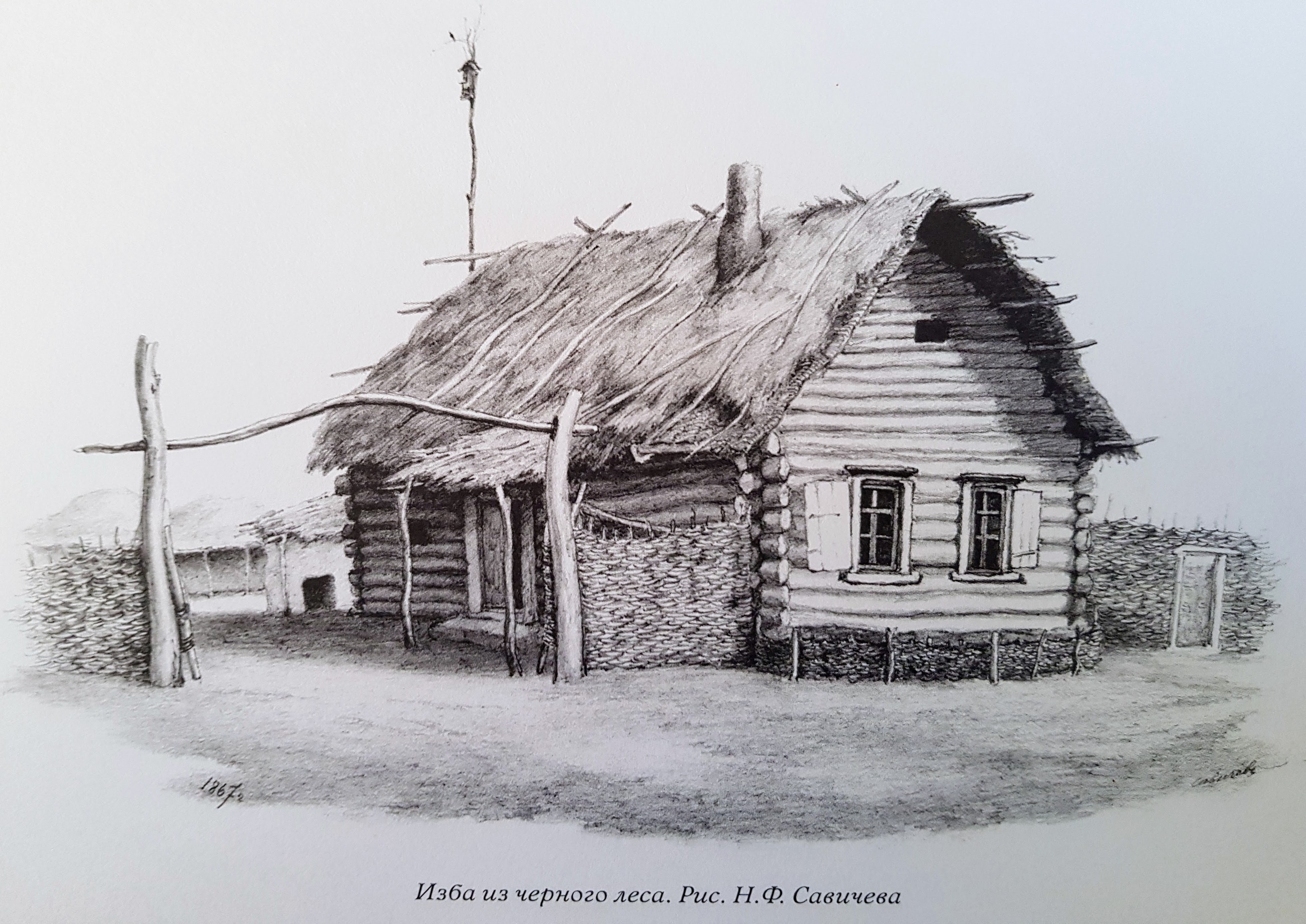
Изба из чёрного леса
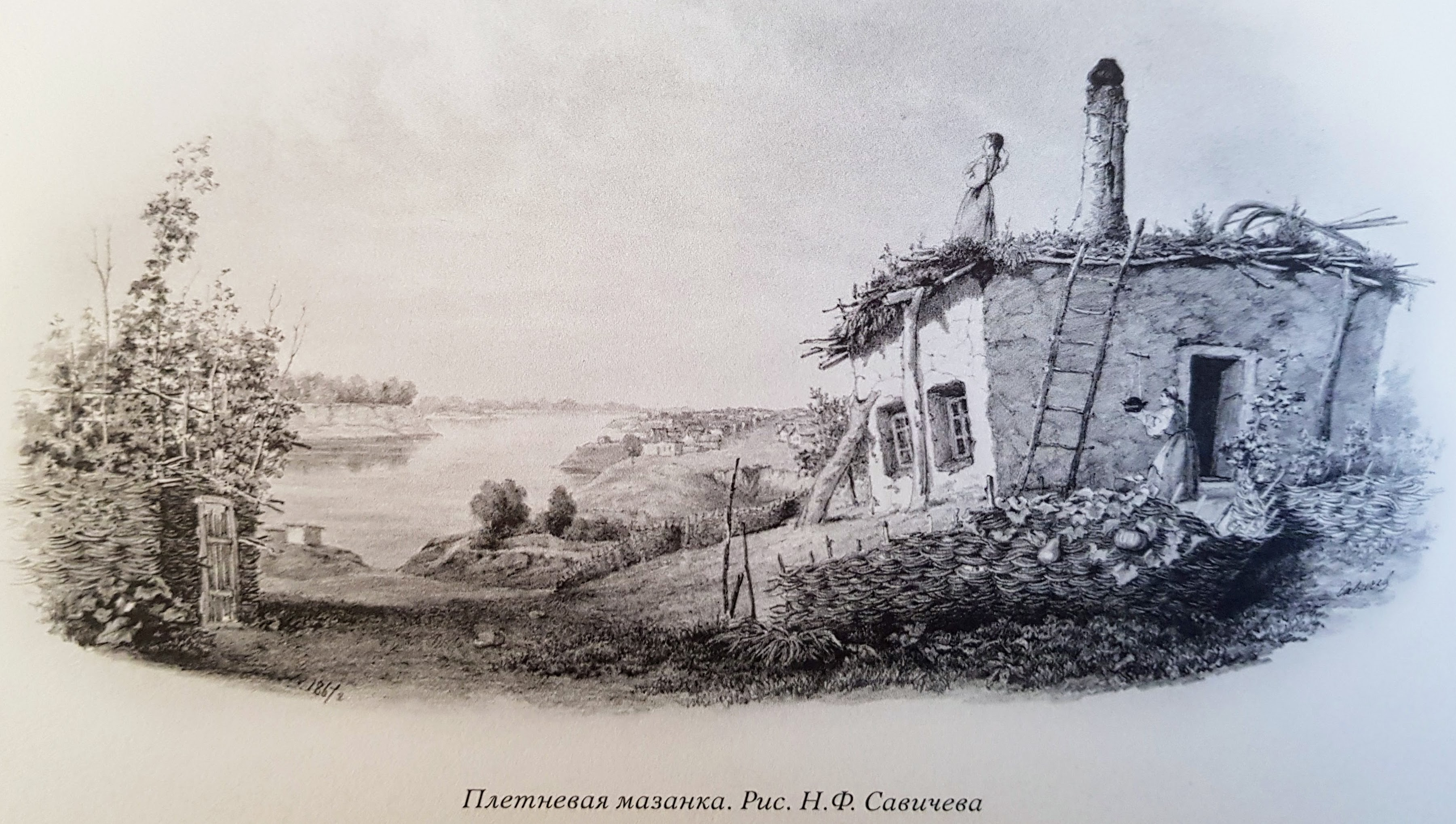
Плетнёвая мазанка

## Память

Памятник Н. Ф. Савичеву в Уральске (2014)

На родине писателя, в Уральске, его именем названа одна из центральных улиц.
В июле 2014 года на ней был установлен памятник Никите Фёдоровичу Савичеву, изготовленный на общественные средства, сбор которых инициировало руководство музея «Старый Уральск».
В 2016 г. в Санкт-Петербурге был издано двухтомное собрание сочинений писателя "Очерки истории уральского казачества".